# Il talento di Mr. Ripley
Il talento di Mr. Ripley (The Talented Mr. Ripley) è un film del 1999 scritto e diretto da Anthony Minghella, liberamente tratto dall'omonimo romanzo di Patricia Highsmith, già portato sullo schermo nel 1960 con Delitto in pieno sole, che fu diretto da René Clément e interpretato da Alain Delon.

## Trama
1958. Tom Ripley è un giovane americano di umile estrazione e di buona cultura. Svolge con impegno lavori umili per mantenersi, e si dimostra ben disposto e cordiale verso tutti. È un valido musicista e un bravo cantante, e possiede un particolare talento nelle imitazioni.
Una sera Tom viene chiamato a sostituire un amico pianista, rimasto infortunato, per suonare a una festa della buona società newyorkese; per l'esibizione indossa il blazer dell'Università di Princeton, da lui prestatogli. A fine serata Tom viene avvicinato dall'armatore Greenleaf, che lo crede un compagno di università di suo figlio; il giovane non svela l'equivoco, tanto che Greenleaf gli offre un lauto compenso per recarsi in Italia, per far tornare negli Stati Uniti e agli affari familiari suo figlio Dickie, che vive un esilio dorato grazie alle rendite di famiglia.
Il giovane entra così in una gigantesca avventura, raggiungendo il paese di Mongibello e presentandosi a Dickie, e alla sua fidanzata Marge, come ex compagno di studi di Dickie a Princeton. Pur non ricordandosi di Tom, Dickie crede alla sua falsa identità e lo accoglie immediatamente come nuovo amico e compagno d'avventura. Vedendo Dickie bello, vitale, entusiasta e gaudente, Tom resta incantato da quel nuovo mondo e crede di avere trovato il proprio El Dorado, vivendo ospite dell'amico e a spese del padre di lui, senza avere alcuna intenzione di riportare Dickie negli Stati Uniti.
Ben presto, tuttavia, realizza come tutto sia caduco ed effimero. Dickie, inizialmente coinvolgente e affettuoso nei confronti di Tom, si mostra poi distante, egoista, persino lunatico e comincia ad accusare insofferenza verso la presenza assidua di Tom, motivata anche dall'inclinazione omosessuale di quest'ultimo. Durante una gita in barca al largo della costa di Sanremo, Dickie annuncia brutalmente di voler troncare la loro amicizia in senso definitivo. Ne nasce una violenta colluttazione tra i due, in cui Tom colpisce Dickie a morte; si libera quindi del cadavere, conservandone gli effetti personali, e decide di assumerne l'identità, fingendo così che il giovane sia ancora vivo, per cui sfrutta la sua vaga somiglianza con l'amico, e la sua eccezionale abilità nell'imitazione di voce e grafia. Il gioco via via si complica e, per uscire da situazioni pericolose, quali sospetti di amici e indagini della polizia, è costretto a uccidere ancora e a continuare a portare avanti una doppia identità, senza alcun genere di pudore o di vergogna, compiendo un pericoloso e cinico percorso di formazione fatto di astuzie e immaginazione, sempre col sorriso sulle labbra.

## Produzione
Le riprese del film sono avvenute in diverse località: New York, Roma, Penisola sorrentina, Marina di Camerota, Procida, Ischia, Casinò di Anzio (per la scena sanremese), Venezia, Napoli (la Galleria Principe e il Teatro San Carlo), Monte Argentario, Livorno, e la Chiesa della Martorana (Palermo).

## Accoglienza
Il film è stato accolto positivamente dalla critica. Sul sito aggregatore Rotten Tomatoes detiene un indice di approvazione dell’85% su 142 recensioni, con il consenso che elogia la prova inquieta di Matt Damon e la regia elegante di Anthony Minghella; il pubblico segnala un gradimento dell’80%. Su Metacritic ha un punteggio medio ponderato di 76/100 basato su 35 critiche, indicativo di “recensioni generalmente favorevoli”.
Tra i singoli giudizi, Roger Ebert assegnò al film quattro stelle su quattro, definendolo “un thriller intelligente” e osservando che, pur essendo Ripley “un mostro”, lo spettatore finisce per desiderare che la faccia franca. Peter Bradshaw su The Guardian apprezzò ambientazioni e interpretazioni (in particolare Jude Law), ma criticò le forzature narrative dell’intreccio .

Al botteghino Il talento di Mr. Ripley ha incassato 128,8 milioni di dollari in tutto il mondo, di cui 81,3 milioni negli Stati Uniti. 
Il film ha ricevuto cinque candidature ai Premi Oscar (miglior attore non protagonista a Jude Law, sceneggiatura non originale, scenografia, costumi e colonna sonora originale). Ai BAFTA Jude Law ha vinto come miglior attore non protagonista; inoltre il film ha ottenuto cinque candidature ai Golden Globe (miglior film drammatico, regia, attore drammatico a Matt Damon, attore non protagonista a Jude Law e colonna sonora a Gabriel Yared). 

## Riconoscimenti
- 2000 - Premio Oscar
  - Candidatura al miglior attore non protagonista a Jude Law
  - Candidatura alla migliore sceneggiatura non originale a Anthony Minghella
  - Candidatura alla migliore scenografia a Roy Walker e Bruno Cesari
  - Candidatura ai migliori costumi a Ann Roth e Gary Jones
  - Candidatura alla miglior colonna sonora a Gabriel Yared
- 2000 - Golden Globe
  - Candidatura al miglior film drammatico
  - Candidatura alla migliore regia a Anthony Minghella
  - Candidatura al miglior attore in un film drammatico a Matt Damon
  - Candidatura al miglior attore non protagonista a Jude Law
  - Candidatura alla migliore colonna sonora a Gabriel Yared
- 2000 - Premio BAFTA
  - Miglior attore non protagonista a Jude Law
  - Candidatura al miglior film a William Horberg e Tom Sternberg
  - Candidatura alla migliore regia a Anthony Minghella
  - Candidatura alla migliore attrice non protagonista a Cate Blanchett
  - Candidatura alla migliore sceneggiatura non originale a Anthony Minghella
  - Candidatura alla migliore fotografia a John Seale
  - Candidatura alla migliore colonna sonora a Gabriel Yared
- 1999 - Chicago Film Critics Association Award
  - Candidatura alla migliore fotografia a John Seale
- 2001 - Empire Award
  - Candidatura al miglior attore britannico a Jude Law
- 2000 - Nastro d'argento
  - Candidatura al miglior attore non protagonista a Fiorello, Ivano Marescotti e Sergio Rubini
  - Candidatura alla migliore scenografia a Bruno Cesari
- 2000 - MTV Movie Award
  - Candidatura al miglior cattivo a Matt Damon
  - Candidatura alla miglior sequenza musical a Fiorello, Matt Damon e Jude Law
- 1999 - National Board of Review Award
  - Migliori dieci film
  - Migliore regia a Anthony Minghella
  - Miglior attore non protagonista a Philip Seymour Hoffman
- 1999 - Satellite Award
  - Candidatura al miglior film drammatico
  - Candidatura alla migliore regia a Anthony Minghella
  - Candidatura al miglior attore non protagonista in un film drammatico a Jude Law
  - Candidatura alla migliore sceneggiatura non originale a Anthony Minghella
  - Candidatura alla migliore fotografia a John Seale
  - Candidatura al miglior montaggio a Walter Murch
- 2000 - Saturn Award
  - Candidatura al miglior film d'azione/di avventura/thriller
  - Candidatura al miglior attore non protagonista a Jude Law
- 2000 - Festival internazionale del cinema di Berlino
  - Candidatura Orso d'Oro a Anthony Minghella
- 2000 - Blockbuster Entertainment Awards
  - Miglior attore non protagonista in un film di suspense a Jude Law
  - Candidatura al miglior attore in un film di suspense a Matt Damon
  - Candidatura al miglior attrice in un film di suspense a Gwyneth Paltrow
  - Candidatura al miglior attrice non protagonista in un film di suspense a Cate Blanchett
- 1999 - Boston Society of Film Critics Award
  - Candidatura al miglior film
  - Candidatura alla miglior regia a Anthony Minghella
  - Candidatura al miglior attore protagonista a Matt Damon
  - Candidatura alla miglior fotografia a John Seale
- 2000 - Critics' Choice Movie Award
  - Miglior colonna sonora a Gabriel Yared
  - Candidatura Miglior film
- 1999 - Las Vegas Film Critics Society Award
  - Candidatura al miglior film
  - Candidatura alla migliore regia a Anthony Minghella
  - Candidatura al miglior attore protagonista a Matt Damon
  - Candidatura alla migliore sceneggiatura non originale a Anthony Minghella
  - Candidatura alla migliore fotografia a John Seale
  - Candidatura alla migliore colonna sonora a Gabriel Yared
- 2000 - Eddie Award
  - Candidatura Miglior montaggio in un film drammatico a Walter Murch
- 2000 - Artios Award
  - Candidatura al miglior casting per un film drammatico a David Rubín
- 2000 - Edgar Award
  - Candidatura al miglior film a Anthony Minghella
- 2001 - London Critics Circle Film Awards
  - Candidatura Attore britannico non protagonista dell'anno a Jude Law
  - Candidatura Sceneggiatore britannico dell'anno a Anthony Minghella
- 1999 - Los Angeles Film Critics Association Awards
  - Candidatura Miglior colonna sonora a Gabriel Yared
- 2000 - Golden Reel Award
  - Candidatura Miglior montaggio sonoro in un film straniero o domestico a Robert Randles
- 2000 - National Society of Film Critics Awards
  - Candidatura Miglior attore non protagonista a Philip Seymour Hoffman
- 2000 - Teen Choice Awards
  - Candidatura al miglior film drammatico
  - Candidatura al miglior attore a Matt Damon
  - Candidatura alla miglior performance rivelazione a Jude Law
  - Candidatura al miglior bugiardo a Matt Damon
- 2000 - WGA Award
  - Candidatura alla miglior sceneggiatura non originale a Anthony Minghella